# 衣装塚古墳

墳頂

衣裳塚古墳（いしょうづかこふん、正式名称は鵜沼西町古墳群1号墳）とは、岐阜県各務原市鵜沼羽場町にある円墳。

## 概要
古墳時代前期から中期にかけて（4世紀末～5世紀前半）築造されたと考えられる。県指定史跡。
各務原台地の北東辺部に位置する県下最大級の円墳。南西約300メートルのところに前方後円墳の坊の塚古墳が所在することや、本古墳の墳丘西側がやや突出する形状を示している事から、本来前方後円墳であったものが、後世に前方部が削平され後円部が円墳状に残された可能性もあるとされている。
- 墳形：円墳
- 規模
  - 全長：直径約52m、高さ約7m
  - 石室：不明
  - 石棺：不明

## 所在地
- 岐阜県各務原市鵜沼羽場町2-244

## 交通アクセス
- 名鉄各務原線 羽場駅より徒歩で約15分。
- 名鉄各務原線 鵜沼宿駅より徒歩で約20分。
- 名鉄犬山線・各務原線 新鵜沼駅より、各務原市ふれあいバスの鵜沼線右回りに乗車、「衣装塚古墳」バス停で下車（所要時間：14分）。